# Pałac w Reptach
Pałac w Reptach (niem. Schloss Repten) – istniejący w latach 1898–1966 pałac w Reptach (obecnie część miasta Tarnowskie Góry), własność Hencklów von Donnersmarck.

## Historia

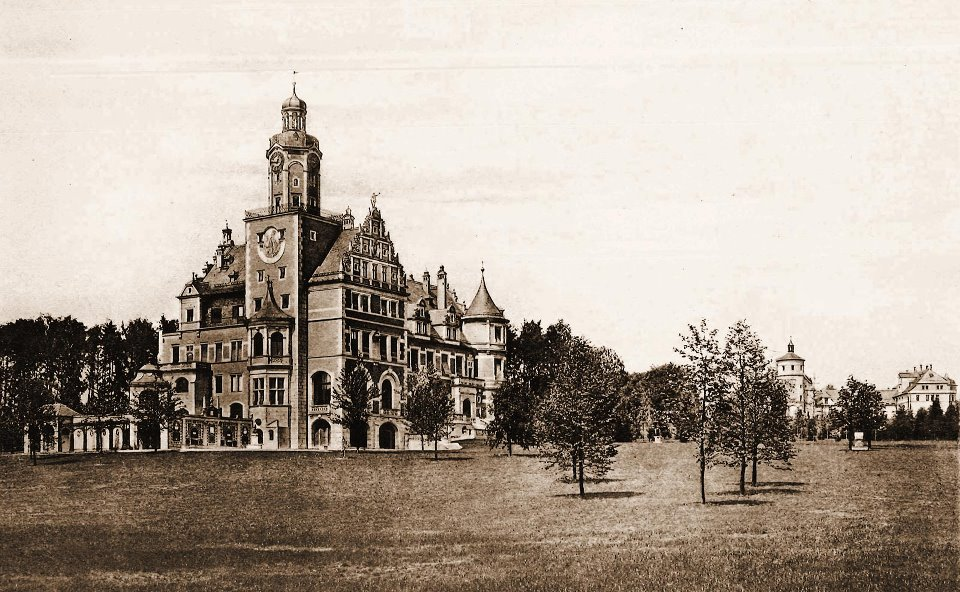
Pałac w Reptach w l. 1905-1909, elewacja południowo-zachodnia i południowo-wschodnia. W głębi, po prawej widoczna masztalnia

Dobra repeckie od spadkobierców rodziny Larischów odkupił w 1824 roku hrabia Karol Łazarz Henckel von Donnersmarck ze Świerklańca. Około 1840 roku wybudował on na wschodnim skraju istniejącego w Reptach lasu niewielki zameczek myśliwski (Jagdschloss), cały zaś kompleks przekształcił w otoczony murem z kamienia wapiennego zwierzyniec .
Z inicjatywy syna Karola Łazarza, Guidona, w centralnej części założenia wybudowano w latach 1893–1898 nowy, okazały pałac w stylu neorenesansu niemieckiego, zwierzyniec natomiast przekształcony został w park w stylu angielskim. Autorem projektu był bawarski architekt Gabriel von Seidl, pod którego kierunkiem w tym samym czasie powstał budynek Bawarskiego Muzeum Narodowego w Monachium  .
W maju 1895 roku rozpoczęła się budowa usytuowanej na północ od pałacu masztalni. Prowadzonymi przy niej pracami kierował architekt Adolf Seiffhart, również pochodzący z Monachium, znany w Tarnowskich Górach przede wszystkim z rozbudowy kościoła ewangelicko-augsburskiego oraz z projektu ołtarza w kościele Przemienienia Pańskiego w Bobrownikach. W tym samym czasie Seiffhart zaprojektował również gajówkę przy północnym wjeździe na teren parku, znaną obecnie jako restauracja „Leśniczówka” .

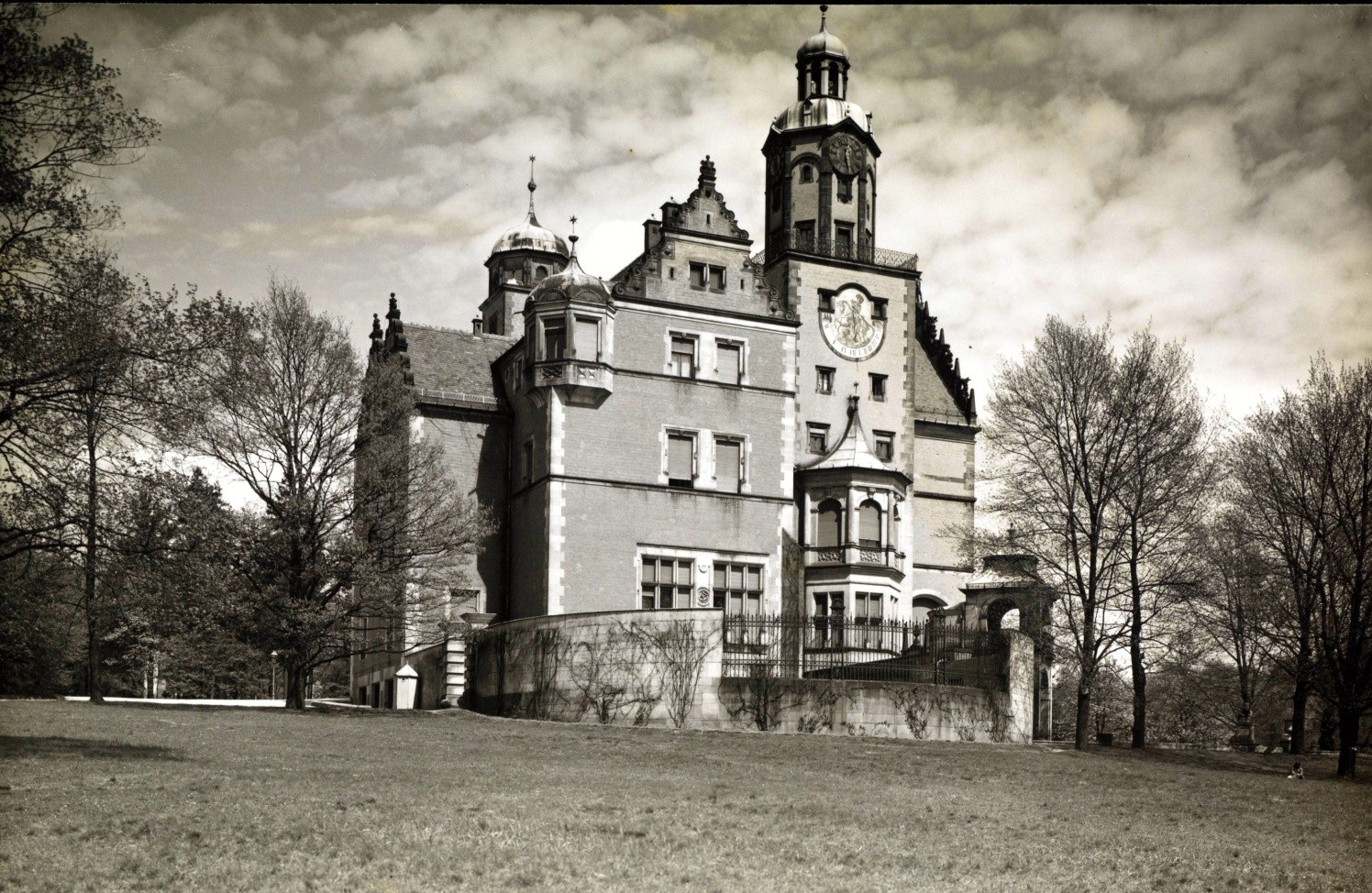
Pałac w Reptach – elewacja południowo-zachodnia z zegarem słonecznym, 1937

Na początku XX wieku pałac został rozbudowany od południowego zachodu. Powstała duża sala balowa, nad której wnętrzem prace trwały do 1910 roku. Wykonawcą była założona w 1867 roku firma Martina Kimbla z Wrocławia. Z okresu powstania sali balowej do czasów współczesnych przetrwał jeden z projektów Kimbla – rysunek znajdujący się obecnie w zbiorach Stowarzyszenia Miłośników Ziemi Tarnogórskiej, będący jednym z nielicznych uwiecznień pełnego przepychu wnętrza repeckiego pałacu .
Po śmierci Guidona w 1916 roku pałac odziedziczył jego młodszy syn, Kraft. W 1922 roku wytyczono granicę niemiecko-polską przebiegającą obrzeżami repeckiego parku, który znalazł się wraz z pałacem po stronie polskiej. Właścicielem pałacu pozostawał nadal hrabia Kraft, który będąc protektorem Bractwa Strzeleckiego z Tarnowskich Gór, często zapraszał do swojej posiadłości braci-strzelców, do których należeli również brat Krafta, Guidotto, oraz jego bratankowie, czyli synowie Guidotta – Guido i Karl Erdmann .
W czasie II wojny światowej w pałacu urządzono lazaret dla żołnierzy Wehrmachtu .

### Zniszczenie pałacu i okoliczności jego wyburzenia
Pałac w Reptach, opuszczony w styczniu 1945 roku przez uciekających przed Armią Czerwoną właścicieli, spłonął w niewyjaśnionych okolicznościach, a jego wnętrza zostały złupione i zdewastowane . W wyniku pożaru budynek utracił drewnianą część dachu, co dodatkowo naraziło go na niszczące działanie czynników atmosferycznych .

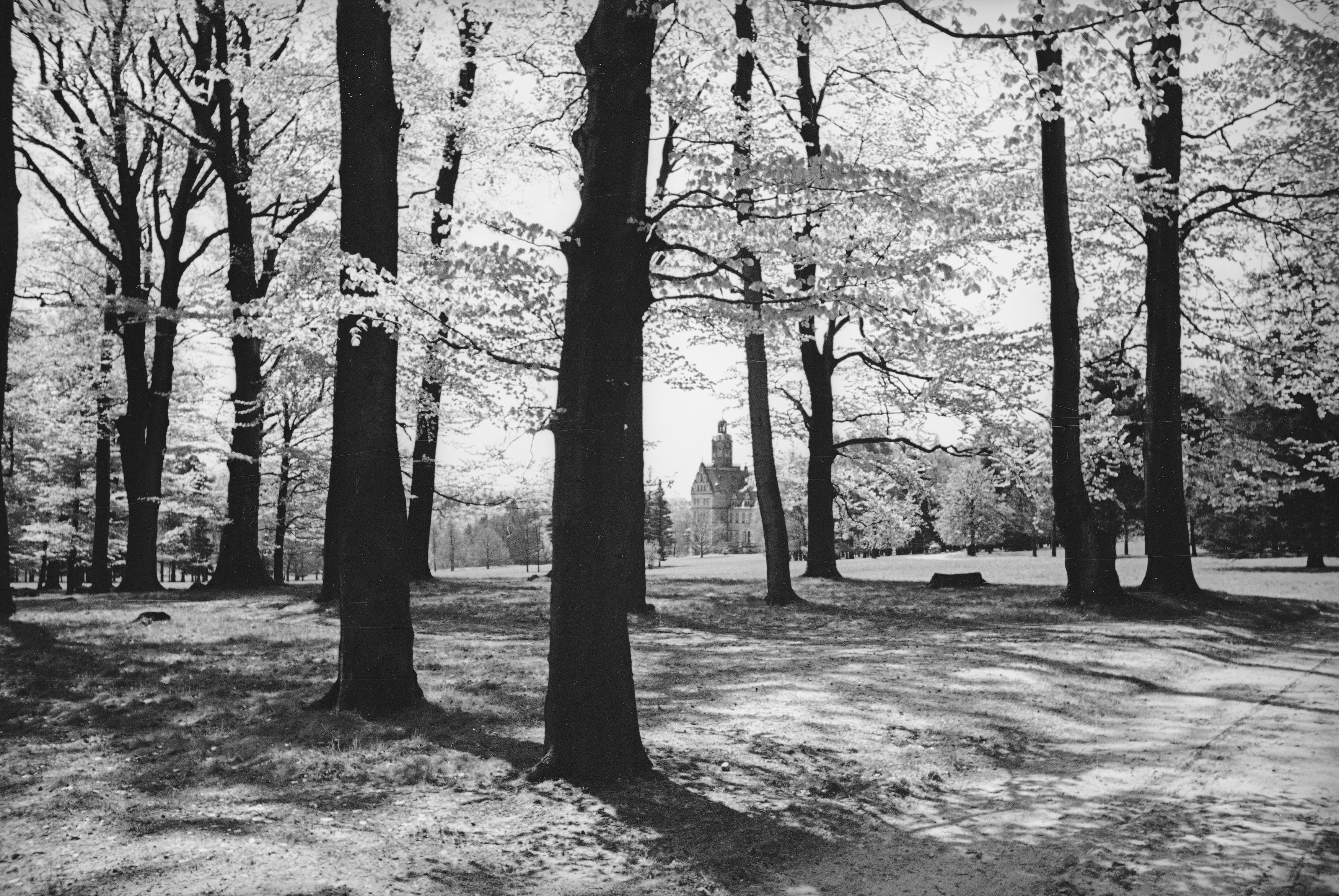
Park w stylu angielskim założony wokół pałacu, 1937

Po wojnie wszystkie majątki Donnersmarcków na terenie Polski Ludowej, w tym repecki pałac, zostały znacjonalizowane. W 1949 roku posiadłość formalnie przejęta została przez Ministerstwo Leśnictwa, które podjęło decyzję o rozbiórce pałacu . W najbliższym czasie jednak do niej nie doszło . Przypałacowa masztalnia, która mniej ucierpiała w wyniku wojny, została w 1952 roku własnością Zakładów Mechanicznych w Łabędach i po przebudowie stała się niewielkim ośrodkiem kolonijnym  .
We wrześniu 1957 roku z inicjatywy Jerzego Ziętka w Prezydium Wojewódzkiej Rady Narodowej w Katowicach odbyła się narada w sprawie odbudowy repeckiego pałacu. W budynku miało znaleźć się sanatorium bądź ośrodek rehabilitacyjny dla górników poszkodowanych w wypadkach przy pracy. Biorący udział w spotkaniu architekci orzekli, że budynek nadaje się do odbudowy, a jej koszt wyniesie 30–40% kosztów budowy zupełnie nowego obiektu o podobnej wielkości . Powołano dwie komisje – lekarzy i inżynierów – których zadaniem było opracowanie szczegółowych planów przeznaczenia budynku .
Wkrótce przystąpiono do zabezpieczania i odgruzowywania terenu pałacu. Kierownikiem robót, które trwały od października 1957 do sierpnia 1958, został Paweł Spałek z Miejskiego Przedsiębiorstwa Gospodarki Komunalnej w Tarnowskich Górach. W sumie uporządkowano 8200 m² ruin, wywożąc 3570 m³ gruzu . W tym samym czasie w odebranej Zakładom Mechanicznym masztalni rozpoczęto urządzanie pierwszego pawilonu rehabilitacyjnego. W maju 1958 katowicki „Miastoprojekt” przystąpił do inwentaryzacji terenu masztalni i ruin pałacu , natomiast w październiku tego samego roku wizję lokalną przeprowadziło Wojewódzkie Biuro Projektów. W raporcie oceniono stan piwnic i murów obu obiektów jako dobry, zwrócono jednak uwagę na brak odpowiednich prac zabezpieczających ruiny pałacu, co w konsekwencji groziło dalszym pogarszaniem się ich stanu  .

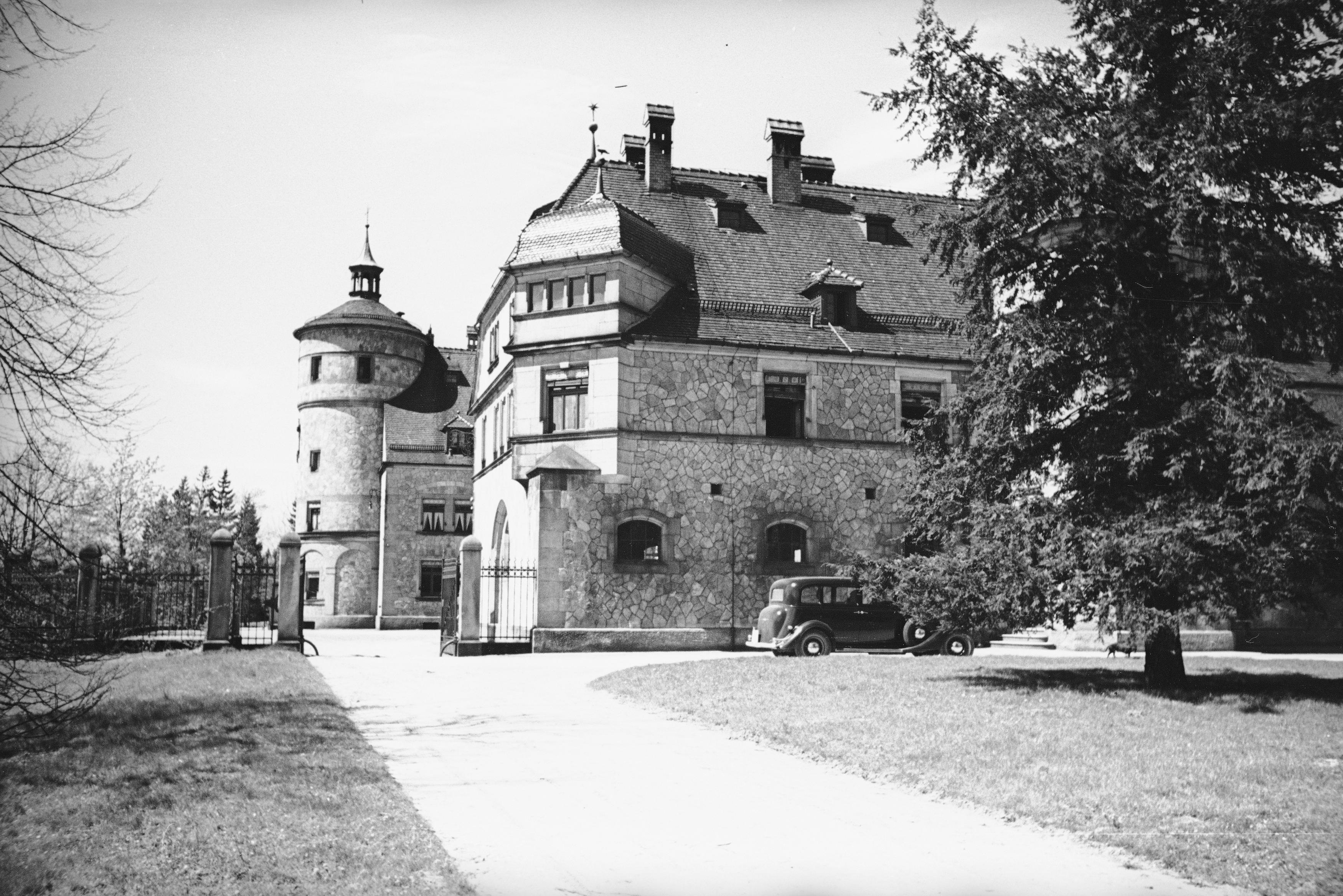
Zabudowania przypałacowej masztalni widziane od strony wschodniej, 1937

W lipcu 1958 przedstawiono projekt, który zakładał powstanie w zamku: administracji, centralnej apteki, laboratorium, gabinetów dentystycznych, biblioteki, centralnej kuchni i jadalni, oddziału fizykoterapii, świetlicy oraz mieszkań dla pracowników, z kolei w dawnej masztalni miała się znajdować część szpitalna przyszłego ośrodka . Plany te zostały zaakceptowane przez Romana Romańskiego, wojewódzkiego konserwatora zabytków, z zastrzeżeniem zachowania pałacu w jego pierwotnej formie, co oznaczało brak zgody na rozbiórkę ocalałych, wyższych kondygnacji . W grudniu tego samego roku prace nad ośrodkiem przejął Komitet Budowy Centralnych Ośrodków Lecznictwa dla Górniczej Służby Zdrowia (KBCOL) utworzony 24 lutego 1958 roku w Katowicach , na którego czele stanął gen. J. Ziętek .
W następnym roku trwały dalsze intensywne prace w dawnej masztalni, a jednocześnie przygotowano kolejne opracowania dotyczące ruin pałacu. W maju 1959 przedstawiono ekspertyzę autorstwa Jerzego Suwalskiego ze Świętochłowic dotyczącą stanu konstrukcji budynku. Wynikało z niej, iż z powodu daleko posuniętych zniszczeń i pogarszającego się stanu murów odbudowa obiektu kosztować będzie tyle samo, co budowa nowego obiektu . W ekspertyzie znalazła się ponadto budząca kontrowersje opinia, że ... zamek ten nie przedstawia kulturalnej, zabytkowej, a także architektonicznej wartości (...), dlatego jego pierwotna forma nie powinna być odbudowana . Kolejna inwentaryzacja ruin z sierpnia 1959 potwierdzała ich zły stan .

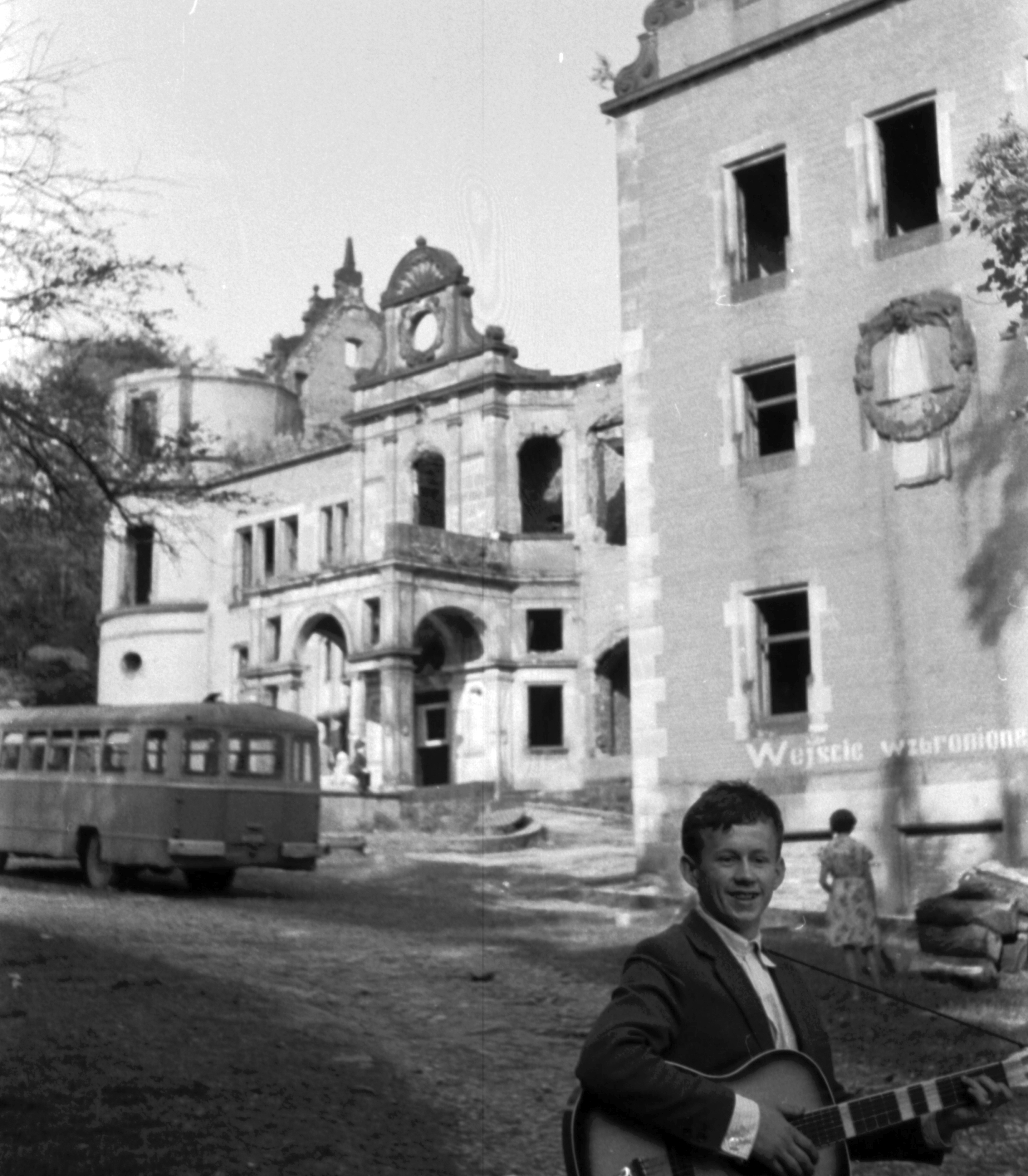
Ruiny pałacu w Reptach, 1964

Na początku lat 60. nadal trwały prace wykończeniowe, malarskie i tynkarskie w dawnej przypałacowej masztalni. W wyniku robót budowlanych kształt budynku uległ zmianom (np. w miejscu spadzistego dachu dobudowano piętro zwieńczone dachem płaskim). Oficjalnego otwarcia zlokalizowanego w nim ośrodka rehabilitacji postanowiono dokonać 17 grudnia 1960 roku; tego samego dnia otwarty został również szpital górniczy w Bytomiu (obecnie Wojewódzki Szpital Specjalistyczny nr 4) . W rzeczywistości w dniu otwarcia ośrodka nie była jeszcze zatrudniona kadra lekarska, a pierwsi pacjenci zostali przyjęci dopiero z początkiem marca roku następnego  .
Na podstawie kolejnych ekspertyz, we wrześniu 1961 roku podczas narady w Komitecie Budowy Centralnych Ośrodków Lecznictwa podjęto decyzję o rozbiórce pałacu do poziomu piwnic, uznając, że nie ma podstaw do powiązania go z całością inwestycji  . Wkrótce jednak koncepcja znowu została zmieniona i w kwietniu 1962 roku Komitet przychylił się do umieszczenia w dawnym pałacu zaplecza administracyjnego i kulturalno-oświatowego. Zakładano przy tym usunięcie baszt i zmianę charakteru elewacji, by nie odróżniała się od pozostałych budynków . Pomimo tych deklaracji, przez kolejne cztery lata problem zagospodarowania poniemieckiej posiadłości pozostawał nierozwiązany, pałac nadal niszczał; całkowitej destrukcji uległy m.in. klatki schodowe .
Ostatecznie w marcu 1966 roku Komitet zlecił rozbiórkę ruin pałacu. 5 kwietnia 1966 roku, uzyskawszy zgodę wojewódzkiego konserwatora zabytków oraz Wydziału Budownictwa, Urbanistyki i Architektury Prezydium Powiatowej Rady Narodowej w Tarnowskich Górach, przystąpiono do wysadzania pozostałości rezydencji. Wyburzenie 43295 m³ murów ceglanych, 1855,5 m³ murów kamiennych i 72,22 m³ żelbetu trwało do 3 czerwca 1966 . Część materiałów budowlanych pozyskanych z pałacu została rozszabrowana, część (np. dźwigary) posłużyła m.in. na budowach obiektów oświatowych w Potępie i Reptach .
Współcześnie na miejscu dawnego pałacu znajduje się Górnośląskie Centrum Rehabilitacji „Repty”. Zachował się natomiast – mocno zniekształcony późniejszymi przebudowami – budynek masztalni, wozowni i stajni (mieszczący obecnie Salezjański Ośrodek Szkolno-Wychowawczy ) oraz leśniczówka przy wjeździe na teren parku   .

## Architektura

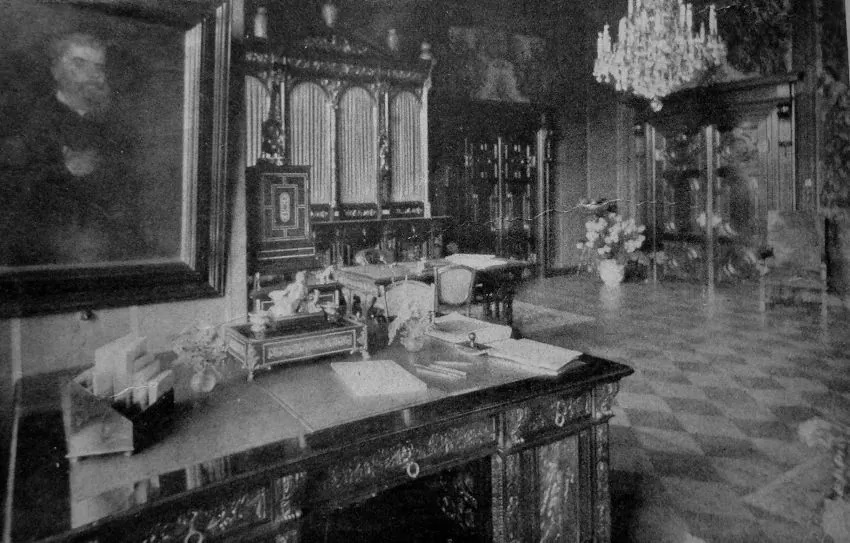
Wnętrze pałacu w Reptach – gabinet książęcy, 1908

Budynek zbudowany był w stylu historyzmu z przewagą cech neorenesansowych. Powstał na nieregularnym rzucie, a jego bryła była silnie rozczłonkowana, z bogatymi zdobiącymi wschodnią i zachodnią elewację ryzalitami o trójkątnych, schodkowych szczytach, loggiami, wykuszami i krępymi, okrągłymi wieżami flankującymi elewację od wschodu. Od południa nad budynkiem górowała czworoboczna wieża zegarowa, którą dodatkowo zdobił zegar słoneczny przedstawiający postać św. Jerzego, którego kopia pełniła rolę wskazówki. Był on dziełem Rudolfa von Seitza, monachijskiego malarza i rysownika zajmującego się również rzemiosłem artystycznym, który współpracował z von Seidlem przy wielu różnych projektach. Wieżę wieńczył ośmiobok z barokizującym hełmem oraz latarnią  . Przed wejściem do pałacu stały kamienne posągi leżących lwów nawiązujące do herbu rodowego Donnersmarcków .
Pałacowe wnętrza również były bardzo bogato wystrojone; salon gościnny był ozdobiony kominkiem z brązowego marmuru, w jadalni znajdował się wysoki kredens wkomponowany w boazerię, natomiast w gabinecie księcia bogato zdobione biurko, krzesła i szafy . To ostatnie pomieszczenie zostało uwiecznione na jednym z nielicznych zachowanych do czasów dzisiejszych zdjęć wnętrza pałacu. Widać na nim wiszący nad biurkiem portret Guidona Henckla von Donnersmarcka autorstwa Franza von Lenbacha  . Obraz od 2019 roku znajduje się w zbiorach Muzeum w Tarnowskich Górach .

## Galeria

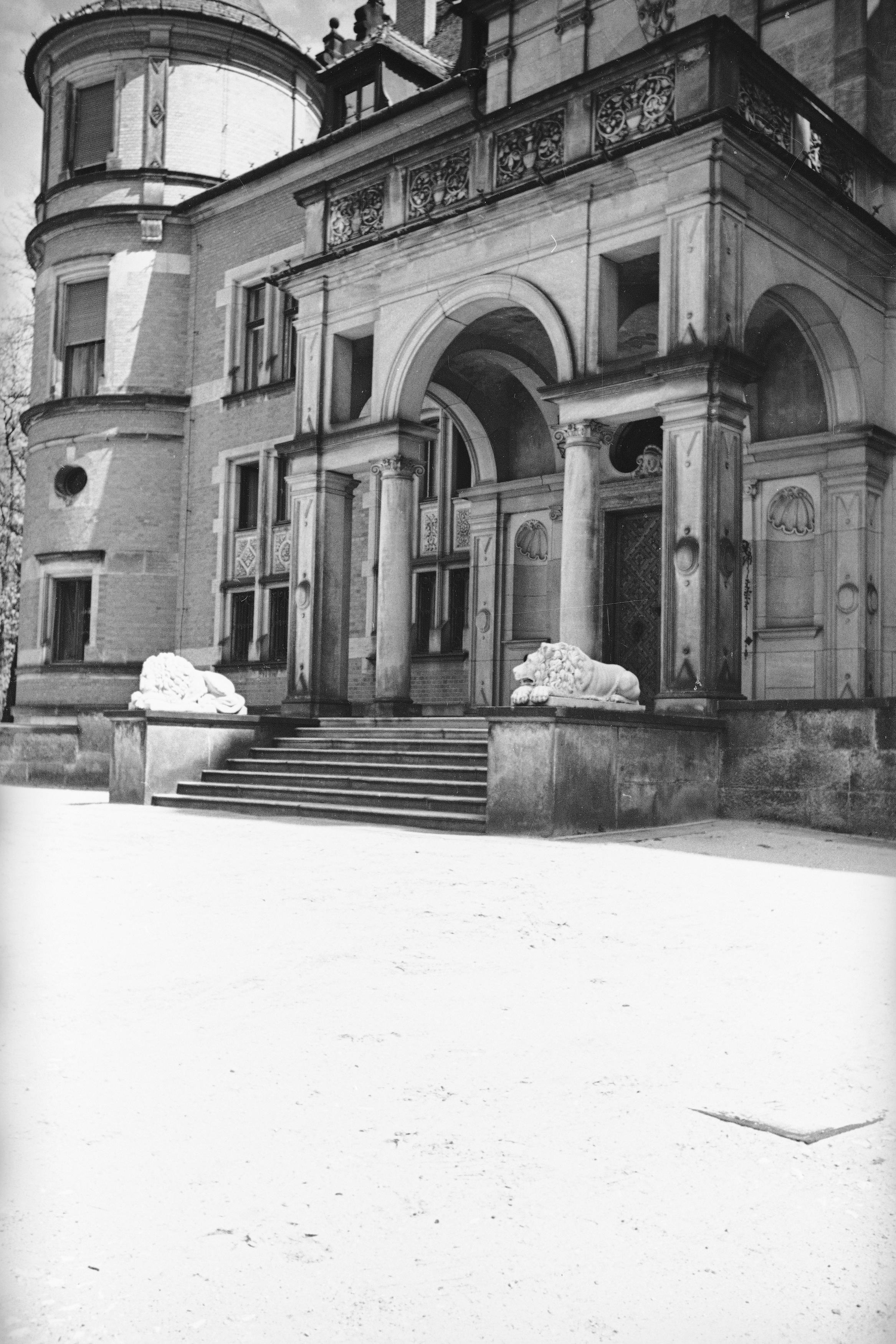
Główne wejście do pałacu z rzeźbami śpiących lwów, 1937
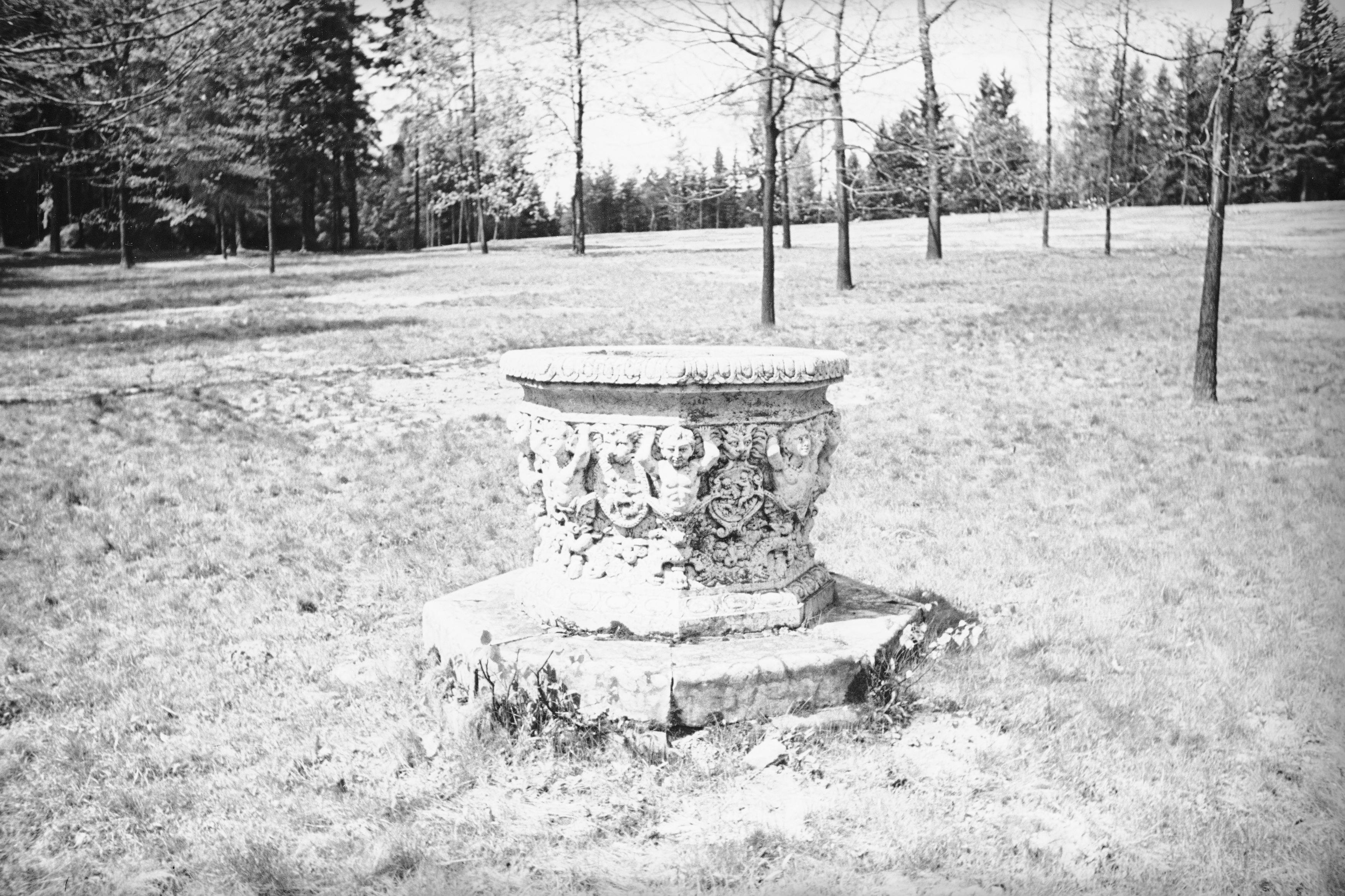
Ozdobny kwietnik, obecnie znajdujący się w tarnogórskim parku miejskim, 1937
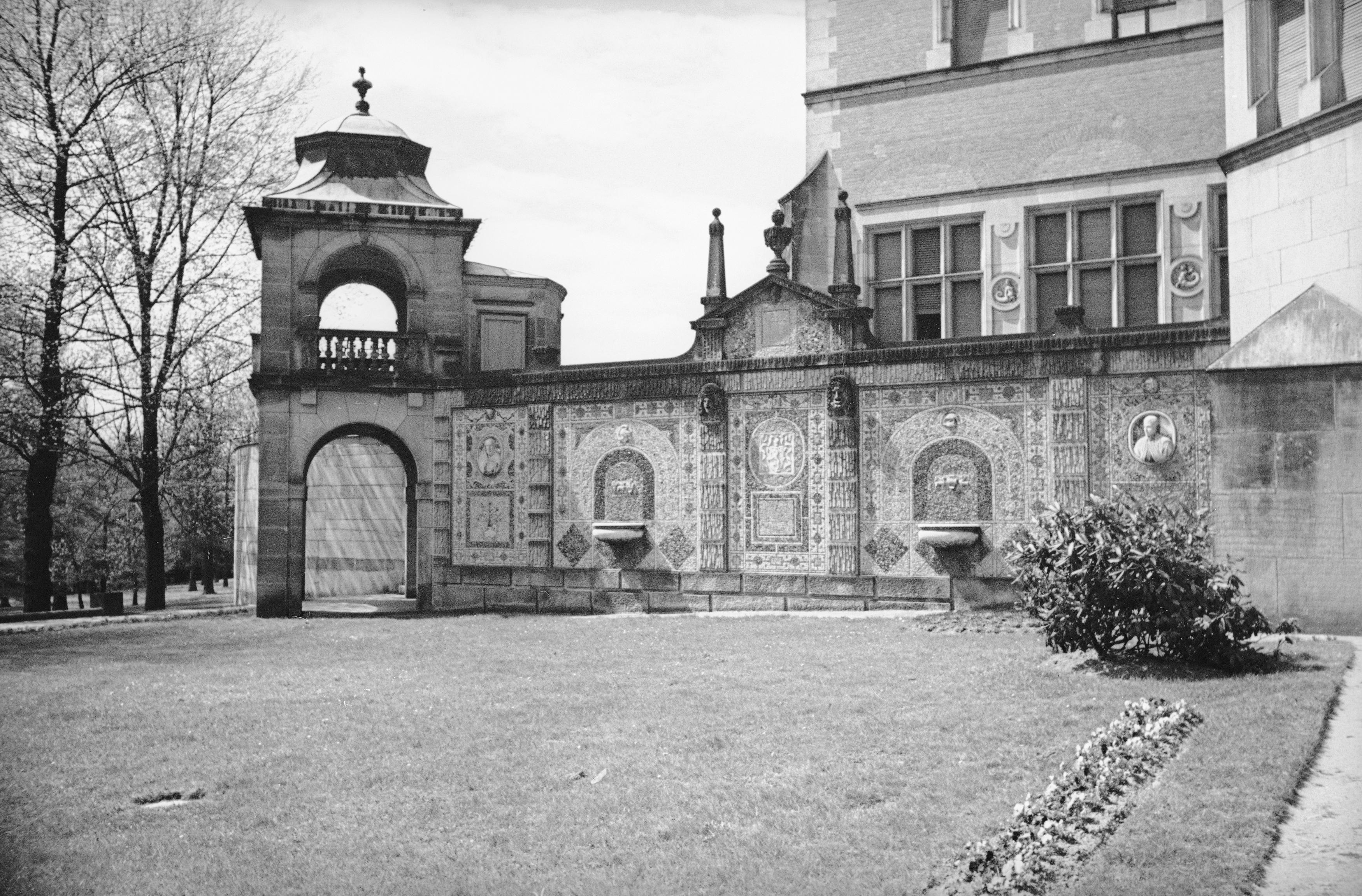
Bogato zdobiony fragment elewacji południowo-wschodniej, 1937
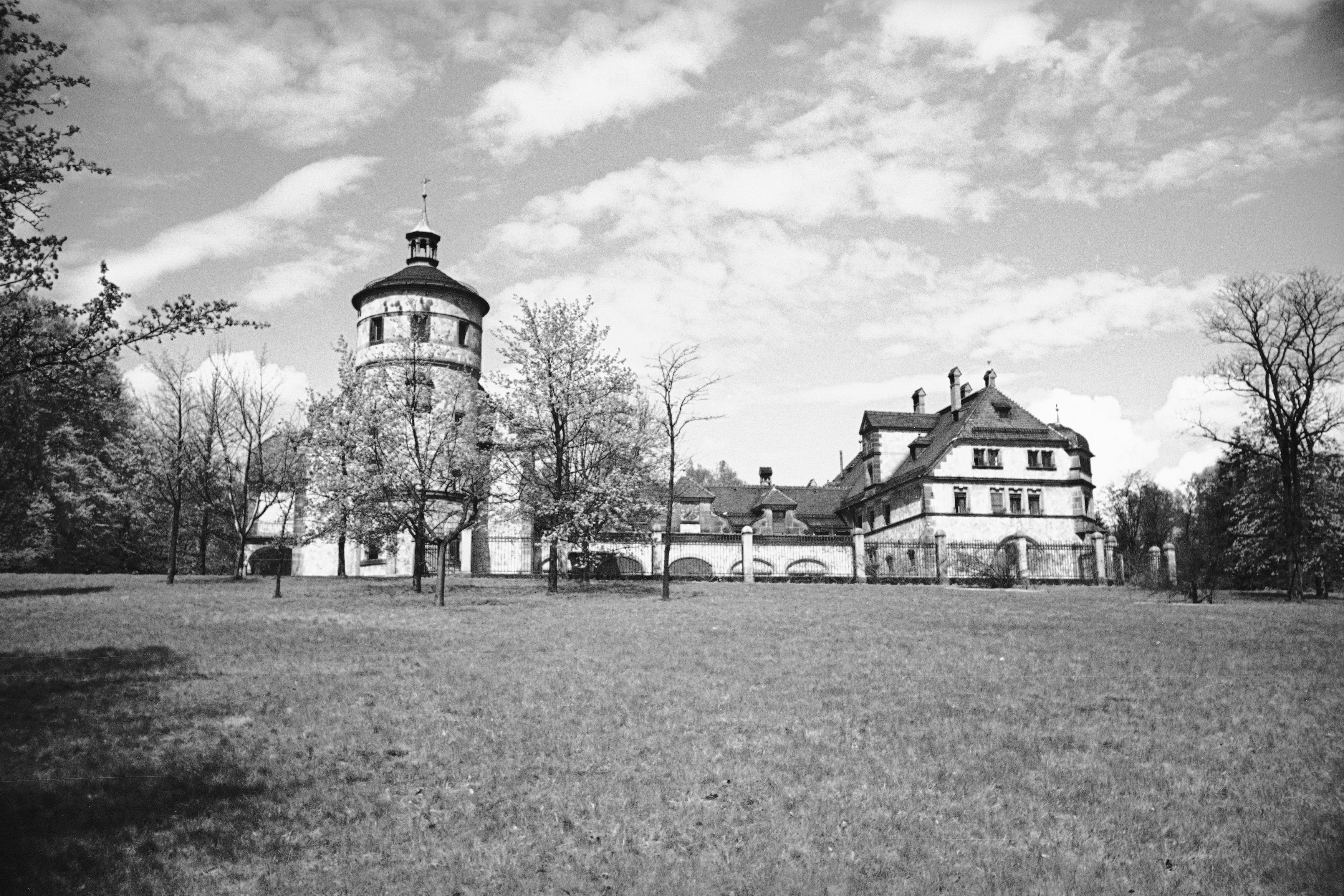
Zabudowania gospodarcze na północ od pałacu (masztalnia), 1937
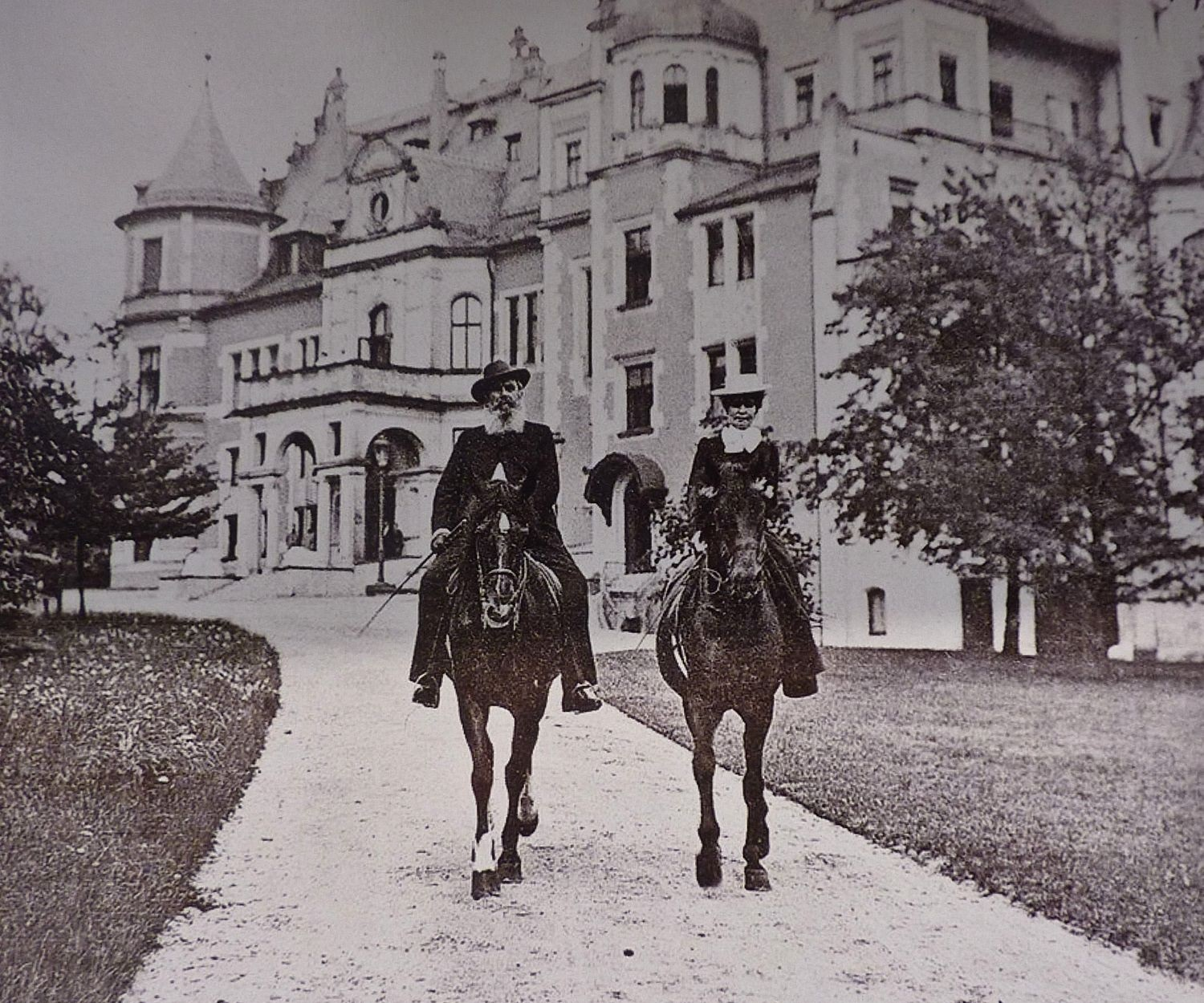
Książę Guido Henckel von Donnersmarck wraz ze swoją drugą żoną, Katarzyną Slepcow, przed repeckim pałacem; l. 1900-1910